# Distretto di Kosum Phisai
Il distretto di Kosum Phisai (in thailandese: โกสุมพิสัย) è un distretto (amphoe) della Thailandia, situato nella provincia di Maha Sarakham.